# Kabán Annamária
Kabán Annamária (Kolozsvár, 1953. január 16. – 2019. június 23.) magyar nyelvész, Kabán Ferenc leánya, Mózes Huba felesége.

## Életútja
Középiskolai tanulmányait szülővárosában, a 11-es számú Líceumban végezte (1972), a Babeș–Bolyai Tudományegyetemen magyar–francia szakos tanári oklevelet szerzett (1977). Magyarszováton tanított középiskolában 1987-ig. Nyelv- és stílustörténeti szaktanulmányait a NyIrK, a budapesti Magyar Nyelvőr és a Szemiotikai Szövegtan több kötete közölte. Méliusz Juhász Péter Herbáriumának a 400. évfordulón megjelent új kiadásában (1978,1979) a bevezető tanulmány Nyelvállapot és helyesírás című fejezetének szerzője, a kötet szövegének gondozója, s a kötethez kapcsolódó összehasonlító növénynévjegyzék összeállítója; a VI. osztály számára készült Magyar nyelv című tankönyv (1982) társszerzője.
1987-től a kolozsvári Nyelvtudományi és Irodalomtörténeti Intézetben működött kutatói státusban, kutató, majd főkutató beosztásban. 1980-tól kutatásai a szövegek szemiotikai megközelítését célozták, így vált ő egyben a magyar stilisztika kiváló szakértőjévé, 1988-ban védte meg A magyar tudományos stílus a kezdetektől a felvilágosodás koráig című kandidátusi disszertációját, e munkáját 1993-ban közreadta a Magyar Tudományos Akadémia. Az 1989-es fordulat után áttelepült Magyarországra és a Miskolci Egyetem Magyar Nyelvtudományi Tanszékének adjunktusa (1993), docense (1994) és tanszékvezető-helyetteseként működött (1993–1997). Leíró nyelvészeti tárgyakat és szövegtant tanított és tanít felsőoktatási intézményekben. 1994-től három éven át a Károli Gáspár Református Egyetemen, 1995-ben egy félévet az egri Eszterházy Károly Főiskolán is tanított.
Publikációi 1978-tól jelentek meg szakfolyóiratokban, kötetekben, illetőleg önálló könyvek formájában. A folyóiratok közül elsősorban a Nyelv- és Irodalomtudományi Közlemények, a Magyar Nyelv, a Magyar Nyelvőr, a Nyelvtudományi Közlemények, a Modern Filológiai Közlemények, a Nagyvilág, a Forrás, a Magyar Napló, a Helikon, a Korunk és a Tiszatáj hasábjain jelentek meg írásai.
Tagja több tudományos társaságnak: 1982-től a Nemzetközi Magyar Filológiai Társaságnak, 1990-től az Erdélyi Múzeum-Egyesületnek, ahol választmányi tag 1994-ig, 1991-től a Jungarológus Oktatók Nemzetközi Társaságának, 1993-tól a European Association for Lexicography-nak, 1994-től a Magyar Tudományos Akadémia köztestületének és a Magyar Nyelvtudományi Társaságnak, 1996-tól a Miskolci Akadémiai Bizottságnak.
Kutatásai 1980-tól a szövegek szemiotikai megközelítésére irányultak. E témakörből a Magyar Nyelvőr, a Nyelv- és Irodalomtudományi Közlemények és a Szemiotikai Szövegtan több kötetében tette közzé tanulmányait.
A Nemzetközi Hungarológiai Központ Magyar nyelvi lexikai minimumszótárának elkészítésében a szótár egyik lektoraként vett részt (1992).
1994-től tagja az ELTE Mai Magyar Nyelvi Tanszéke mellett működő Stíluskutató Csoportnak. Kutatásaik eredményeképpen több kötetet, illetőleg a Nemzeti Tankönyvkiadóval egy füzetsorozatot adtak ki; ő maga is több tanulmány és két füzet szerzője.
Tagja a kolozsvári egyetem és az Erdélyi Múzeum-Egyesület Erdélyi magyar szótörténeti tár kutatócsoportjának, a VIII. (1996) és IX. (1997) kötet szerkesztő-munkatársa.
1998-tól az aktuális tagolás szövegszervező szerepe témakörben nyert OTKA kutatási pályázatot. Kutatási eredményeit a Magyar Nyelv és a Magyar Nyelvjárások című szakfolyóiratokban megjelent tanulmányokban, illetve több tanulmánykötetben közreadott írásában foglalta össze. Önálló könyve a témában Szövegek színeváltozása. Szórend és értékszerkezet címmel a miskolci Bíbor Kiadónál 2005-ben jelent meg. A témáról nemzetközi tudományos konferenciát szervezett a Miskolci Egyetemen, melyen különböző egyetemekről – Budapestről, Pécsről, Szegedről, Debrecenből, Kolozsvárról, az olaszországi Maceratából – vettek rész előadók, illetve küldték el előadásukat. A konferencia anyagát Funkcionális mondatperspektíva és szövegszerkesztési stratégia címen szerkesztette kötetbe, mely a Miskolci Egyetemi Kiadó gondozásában jelent meg 2001-ben.
1999-ben a Lexikológiai és lexikográfiai kutatások az EU-célokat szolgáló kommunikációs feltételek kimunkálása érdekében című OM FKFP 0045/1999 pályázat nyertese. A kutatások eredményeképpen háromnyelvű (magyar–francia–román) szótárat írt és publikált.
2002-től a Stíluskutató Csoport keretében a magyar szakirodalomban sokáig nélkülözött Retorikai-stilisztikai alakzatok lexikonának a megírásába kapcsolódott be, mely 2008-ban jelent meg.
2005-ben a Debreceni Egyetemen habilitált.

## Kötetei (válogatás)
- Funkcionális mondatperspektíva és szövegszerkesztési stratégia. Miskolc : Miskolci Egy. K., 2001. 123 p. (Szövegtani tanulmányok 1587-7736) ISBN 963-661-505-5
- Magyar-francia-román szótár = Dictionnaire hongrois - français - roumain = Dictionar maghiar - francez - român. Kolozsvár : Stúdium Kvk., 2004. 132 p. ISBN 973-643-066-9
- Szövegek színeváltozása : szórend és értékszerkezet. Miskolc : Bíbor K., 2005. 170 p. ISBN 963-9466-93-X
- Lét és nyelv. Tanulmányok a nyelvtudomány és nyelvhasználat köréből. Miskolc: Bíbor K., 2006. (2., javított kiad., Uo. 2007.)
- Vers és lélek. Dsida Jenő és költészete. Mózes Hubával. Miskolc: Bíbor K., 2007. 135 p.
- Textus és intertextus : szövegek világa a Dsida Jenő-i szövegvilágban. Mózes Hubával. Miskolc : Bíbor K., 2009. 160 p. ISBN 978-963-9634-87-9
- A szövegvizsgálat útjain. Miskolc : Bíbor K., 2009. 189 p. ISBN 978-963-9634-89-3
- Ó, múzsa, tedd mi istened parancsa. Dsida-versek és -fordítások szövegépítése. Mózes Hubával. Miskolc: Bíbor K., 2011. 213 p.
- Dsida Jenő: Nyáresti áhítat. Kötetből kimaradt versek, 1928-1938; összeáll. Kabán Annamária, Mózes Huba; Bíbor, Miskolc, 2013
- Kabán Annamária–Mózes Huba: Reflexió és önreflexió Dsida Jenő költészetében. Esszék, szövegtani megközelítések; Bíbor, Miskolc, 2014
- Elődei emberségéből – utódaink emberségéért. A százhuszonöt éve született Reményik Sándor emlékére 2015. május 28-án rendezett miskolci tudományos konferencia előadásai; szerk. Kabán Annamária, Mózes Huba Bíbor, Miskolc, 2015
- Honfoglaló, nagy írónemzedék. Az Erdélyi Helikon írói közösség megalakulásának 90. évfordulójáról megemlékező miskolci tudományos konferencia előadásai; szerk. Kabán Annamária, Mózes Huba; Bíbor, Miskolc, 2016
- Egész világhoz lángbeszédül. A 110 éve született Dsida Jenő emlékét idéző miskolci tudományos konferencia előadásai; szerk. Kabán Annamária, Mózes Huba; Bíbor, Miskolc, 2017
- Kabán Annamária–Mózes Huba: Tárt kapukhoz fényösvény viszen. Dsida Jenő költészete és műfordításai; Guttenberg Pál Népfőiskola–Orpheusz, Szanda–Bp., 2018

## Társasági tagság (válogatás)
- Erdélyi Múzeum-Egyesület
- Europen Association for Lexicography
- Hungarológus Oktatók Nemzetközi Társasága
- Magyar Nyelvtudományi Társaság
- Miskolci Akadémiai Bizottság
- Nemzetközi Magyar Filológiai Társaság